# هاره سورل
هاره سورل (به ترکی استانبولی: Hare Sürel) (زادهٔ ۵ مارس ۱۹۸۳، استانبول)، بازیگر اهل ترکیه است.

## زندگی‌نامه و تحصیلات
او در سال ۱۹۸۳ در استانبول متولد شد. خانواده او اصالتاً اهل صامسون هستند. او در دوران دبیرستان به بازیگری علاقه‌مند شد. سورل از هنرستان دولتی دانشگاه استانبول در رشته مطالعات تئاتر فارغ‌التحصیل‌شد. او مدرک کارشناسی ارشد خود را از دانشگاه مرمره دریافت‌کرد.

## حرفه
او کار خود را در سال ۲۰۰۰ آغاز کرد. بین سال‌های ۲۰۱۳–۲۰۱۴، وی در سریال نمایشی نوجوانان جزر و مد در نقش لیلا بازی‌کرد. در سال ۲۰۱۵، او در فیلم یکی بود یکی نبود در کنار مرد فرات و ملیسا سوزن ظاهر شد. در همان سال، او به بازیگران سریال تلویزیونی کانال د پویراز کارایل پیوست و شخصیت ملتم کارایل را به تصویرکشید. در سال ۲۰۱۹، او در سریال شو تی‌وی گودال بازی‌کرد.

## فیلم‌شناسی

### فیلم‌ها
- برای عشق و افتخار (خدمتکار) ۲۰۰۷
- خیلی زود (تونا کاپلان) (۲۰۱۴)
- اما مزین، این یک شور عمیق است (پینار) (۲۰۱۴)
- یکی بود یکی نبود (۲۰۱۵)
- عشق نیازی به دیدن چشم ندارد (۲۰۱۷)

### مجموعه تلویزیونی
- با اینکه از هم جدا هستیم، با هم هستیم (۱۹۹۹–۲۰۰۱)
- زندگی قرض گرفته (ماریا) (۲۰۰۵)
- پدر دختر (عایشه ماریا) (۲۰۰۶)
- به غیر از شما (۲) (ایا) (۲۰۰۷)
- خداحافظ روملی فصل ۳ (آمینه) (۲۰۰۹)
- نازنین (دنیز) (۲۰۱۲)
- جزر و مد (لیلا) (۲۰۱۳–۲۰۱۵)
- پویراز کارایل (ملتم کارایل) (۲۰۱۵–۲۰۱۷)
- پنج برادر (خواننده کاباره "یشیم یاهشی") (۲۰۱۵)
- وطنم تویی (لطیفه عشاقی) (۲۰۱۸)
- گودال (داملا کوچوالی) (۲۰۱۹–۲۰۲۱)